# Battle of Armagideon (Millionaire Liquidator)
Battle of Armagideon (Millionaire Liquidator) è un album reggae del musicista giamaicano Lee Perry, pubblicato nel 1986 dalla Trojan Records su LP e nel 1988 su CD.

## Tracce
1. Introducing Myself – 4:49
2. Drum Song – 4:42
3. Grooving – 4:41
4. All Things Are Possible – 2:33
5. Show Me That River – 4:15
6. Time Marches On (In/Out Mix) – 0:49
7. I Am A Madman – 5:49
8. The Joker – 3:37
9. Happy Birthday – 5:11
10. Sexy Lady – 3:17
11. Time Marches On – 4:21